# جاهز للنصر (أغنية)
جاهز للنصر (بالإنجليزية: Ready for the Victory)‏ هي أغنية من مودرن توكينغ. كانت أول أغنية في ألبومهم الحادي عشر، النصر.
في روسيا، تم إصدار الأغنية بمسارات إضافية بما في ذلك ميجاميكس سبيس ميكس '98.

## قائمة التشغيل
CD-Maxi Hansa 74321 92038 2 (BMG) / EAN 0743219203823 18.02.2002
1. «جاهز للنصر» (نسخة إذاعية) - 3:31
2. «جاهز للنصر» (نسخة راديو بديلة) - 3:16
3. «جاهز للنصر» (إصدار النادي) - 5:12
4. «جاهز للنصر» (النسخة الموسعة) - 5:27
5. «جاهز للنصر» (نسخة الراديو البديلة ممتدة) - 5:15
6. «جاهز للنصر» (آلات موسيقية) - 3:31
7. «جاهز للنصر» (فيديو)

CD-Maxi النسخة الروسية 2002
1. «جاهز للنصر» (نسخة إذاعية) - 3:31
2. «جاهز للنصر» (نسخة راديو بديلة) - 3:16
3. «جاهز للنصر» (النسخة الموسعة) - 5:27
4. «روج إت نوير» (إصدار الألبوم) - 3:14
5. «سبيس ميكس '98» (إصدار الألبوم) - 17:14

## روابط خارجية
- كلمات الأغنية الكاملة على مترولايركس
- Ready For The Victory على Discogs (قائمة بالإصدارات)